# VISTA (télescope)
Pour les articles homonymes, voir VISTA.
Le télescope VISTA (acronyme de l'anglais Visible and Infrared Survey Telescope for Astronomy) est un télescope de l'Observatoire européen austral (ESO) doté d'un miroir de 4,1 mètres et entièrement consacré à des tâches de recensement systématique des objets célestes. Développé initialement par les institutions astronomiques du Royaume-Uni, il a intégré le parc des instruments de l'ESO lorsque ce pays en est devenu membre. Il est installé au Chili à l'observatoire du Cerro Paranal dans le désert d'Atacama, à côté du télescope principal de l'ESO, le Very Large Telescope. Le télescope VISTA a été inauguré en 2010.
Il est exploité par l'Observatoire européen austral et a commencé ses opérations scientifiques en décembre 2009. VISTA a été conçu et développé par un consortium d'universités au Royaume-Uni dirigé par l'Université Queen Mary de Londres et il est devenu une contribution en nature à l'ESO en tant que dans le cadre de l'accord d'adhésion du Royaume-Uni, la cotisation étant payée par le UK Science and Technology Facilities Council.
VISTA est un télescope d'étude travaillant dans les longueurs d'onde infrarouges et il est de loin le plus grand télescope au monde destiné à l'étude du ciel dans les longueurs d'onde proches infrarouge. Le télescope n'a qu'un seul instrument : VIRCAM, la Vista InfraRed CAMera. Il s'agit d'une caméra de 3 tonnes contenant 16 détecteurs spéciaux sensibles à la lumière infrarouge, avec un total combiné de 67 millions de pixels. Un instrument de deuxième génération appelé 4MOST, un spectrographe multi-objets alimenté par fibre de 2 400 objets, est en cours de développement pour une installation vers 2022. L'observation à des longueurs d'onde plus longues que celles visibles par l'œil humain permet à VISTA d'étudier des objets qui peuvent être presque impossibles à voir dans la lumière visible parce qu'ils sont froids, obscurcis par des nuages de poussière ou parce que leur lumière a été étirée vers des longueurs d'onde plus rouges par le décalage vers le rouge et permet donc d'étudier les premières galaxies dans l'Univers primitif.

## Implantation

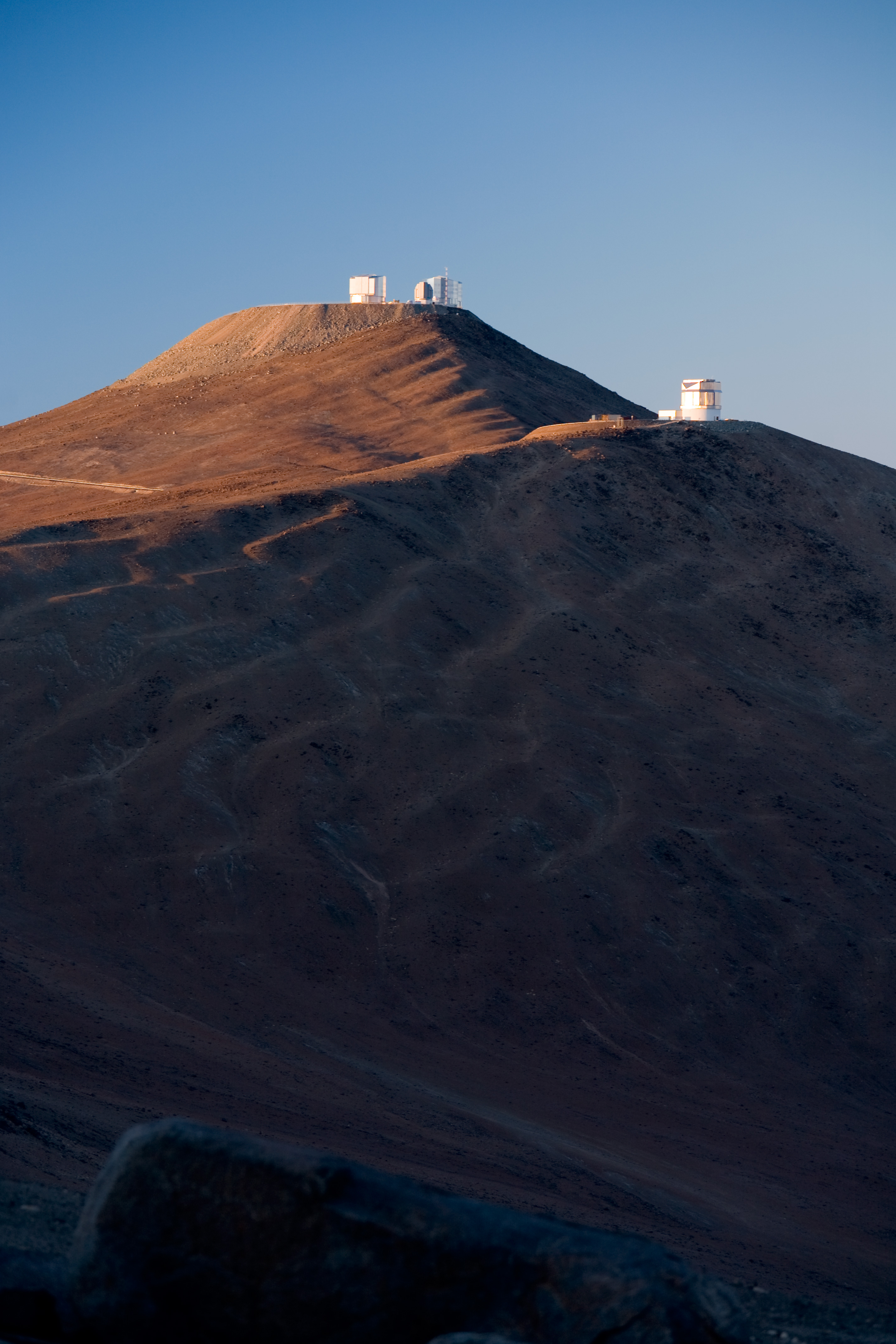
VISTA et le VLT à l'observatoire du Cerro Paranal.

Le télescope VISTA est installé à l'observatoire du Cerro Paranal dans le désert de l'Atacama. Il est situé à 2 518 mètres d'altitude, au sommet d'une crête voisine de celle qui accueille le Très Grand Télescope (VLT) de l'Observatoire européen austral (ESO).
VISTA effectue des relevés astronomiques et astrométriques du ciel austral dans le proche infrarouge. De telles enquêtes devraient à la fois fournir des résultats scientifiques directs et aider à sélectionner des objets pour des études ultérieures avec des télescopes plus grands. Il existe deux projets connexes : la caméra à grand champ (WFCAM) du télescope infrarouge du Royaume-Uni à Hawaï qui effectue des relevés infrarouges du ciel nord, et le télescope VLT Survey Telescope au Chili qui effectue des relevés du ciel austral en lumière visible.
Le projet a été lancé en 1999 par le VISTA Consortium de 18 universités du Royaume-Uni, qui a obtenu un financement d'un fonds d'infrastructure commun du gouvernement britannique et un financement supplémentaire du Particle Physics and Astronomy Research Council. Le projet, financé par la JIF et PPARC, est entré en fonctionnement en 2007, a été évalué à 46 M €.
Le télescope VISTA est initialement conçu par un consortium de dix-huit universités britanniques, dont l'Astronomy Technology Centre (en) (ATC), le Rutherford Appleton Laboratory (RAL) et l'université de Durham, et dirigé par la Queen Mary University of London.
Après avoir envisagé plusieurs sites au Chili, le consortium a choisi l'Observatoire Paranal de l'ESO, à savoir un pic secondaire à 1 500 mètres du Very Large Telescope. Le consortium a choisi le UK Astronomy Technology Center pour assumer la responsabilité technique de la conception et de la construction du télescope et ses instruments. Deux ans plus tard, en 2002, le Royaume-Uni a rejoint l'ESO et VISTA est devenu une composante des frais d'adhésion. Le consortium a ensuite achevé la construction et la mise en service du télescope, et le Conseil des installations scientifiques et technologiques, au nom du Royaume-Uni, a remis le télescope à l'ESO, au profit des astronomes de tous ses pays membres,.

## Relevés astronomiques et astrométriques

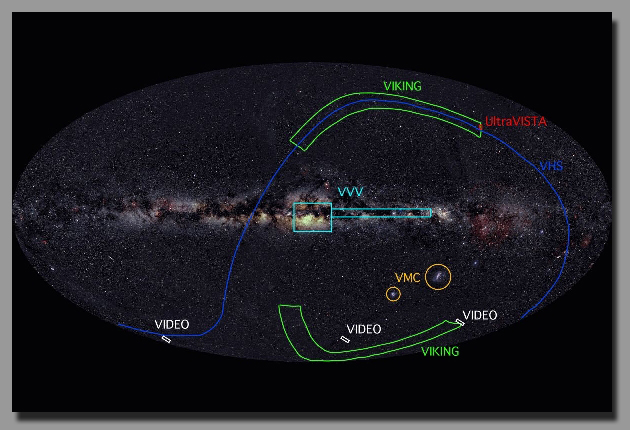
Carte des relevés du ciel de VISTA, superposée à une image 2MASS couvrant l'ensemble du ciel.Image de l'extérieur de VISTA pendant une nuit étoilée.

Les objectifs scientifiques relevés faits avec VISTA, qui ont débuté en 2010, incluent bon nombre des problèmes les plus passionnants de l'astrophysique aujourd'hui, allant de la nature de l'énergie noire à la menace des astéroïdes proches de la Terre. Six grands relevés publics sont menés par VISTA : 
- UltraVISTA, un champ profond fait avec le télescope VISTA dans l'infrarouge proche, et est centré dans la constellation du Sextant, vers le proto-superamas Hypérion. Ce champ profond a permis d'identifier des galaxies à un décalage vers le rouge supérieur à 7, comme la galaxie UVISTADR1 J095914.61+022736.5[6],[1]. Il s'agit du sondage VISTA le plus profond et le plus petit. Il imagine encore et encore une partie du ciel à des profondeurs sans précédent. Les objectifs scientifiques d'UltraVISTA incluent l'étude des premières galaxies, la compréhension de l'accumulation de masse stellaire pendant l'époque de pointe de l'activité de formation d'étoiles et la formation d'étoiles obscurcies par la poussière.
- VISTA Kilo-Degree Infrared Galaxy Survey (VIKING), une surveillance basée sur deux bandes dans le ciel. Une première bande, qui s'étend de la constellation de la Vierge à la constellation de l'Hydre, fait une zone totale de 95 degrés de long et de 5,5 degrés de large. La seconde bande, qui s'étend de la constellation du Poisson Austral à la constellation de l'Éridan, couvre une zone de 68 degrés de long et de 7 degrés de large[7],[1]. L'enquête VIKING mesure 1500 degrés carrés. Les données dans le proche infrarouge sont utilisées pour déterminer des estimations de distance très précises pour des galaxies éloignées en fonction de leurs couleurs. D'autres moteurs scientifiques incluent la chasse aux quasars à décalage vers le rouge élevé, les amas de galaxies et l'étude de la masse stellaire des galaxies lointaines.
- VISTA Magellanic Survey (VMC), un relevé des deux nuages de Magellan dans l'infrarouge[7]. Ce relevé est fait d'images sur 184 degrés carrés couvrant nos galaxies voisines proches : le Grand Nuage de Magellan, le Petit Nuage de Magellan et leur environnement dans plusieurs couleurs proches infrarouge. Les observations à différents moments permettent également l'étude de nombreuses étoiles variables. L'enquête sera utilisée pour étudier les populations stellaires.
- VISTA Variables in the Via Lactea (VVV), une surveillance du bulbe galactique de la Voie Lactée sur une zone de 75 degrés de long et une largeur de 4,5 à 15 degrés[7]. Le relevé VVV cible les parties centrales de notre Galaxie dans cinq bandes du proche infrarouge. La superficie totale de ce relevé est de 520 degrés carrés et contient plus de 355 amas ouverts et 33 amas globulaires. Le VVV est effectué en plusieurs fois afin de détecter un grand nombre d'objets variables et fournira plus de 100 observations soigneusement espacées à des moments différents pour chaque partie du ciel couverte. Un catalogue d'environ un milliard de sources ponctuelles dont environ un million d'objets variables est en cours de création. Ceux-ci serviront à créer une carte tridimensionnelle du bulbe de notre Galaxie, la Voie lactée. D'autres moteurs scientifiques incluent l'âge des populations stellaires et l'évolution des amas globulaires.
- VISTA Hemisphere Survey (VHS), une surveillance du ciel dans l'infrarouge basée sur deux bandes du ciel[7]. Le VHS image tout l'hémisphère sud du ciel, à l'exception des zones déjà couvertes par les relevés VIKING et VVV, dans deux bandes de l'infrarouge proche ainsi que quelques autres zones à des fins spéciales. Les données résultantes sont d'environ 4 magnitudes (quarante fois) plus profondes que les précédentes enquêtes 2MASS et DENIS. Les principaux objectifs de l'enquête sont d'examiner les étoiles de faible masse proches, d'étudier l'historique des fusions dans notre Voie lactée, de mesurer les propriétés de l'énergie noire grâce à l'examen de la structure à grande échelle et de rechercher des quasars à décalage vers le rouge élevé.
- VISTA Deep Extragalactic Observations Survey (VIDEO), est un relevé polychromatique dans le proche infrarouge de 15 degrés carrés pour étudier l'évolution des galaxies à l'aide de noyaux galactiques actifs, l'évolution des amas de galaxies et des galaxies très massives. L'enquête comprend quatre champs profonds. La largeur et la zone de VIDEO sont intermédiaires entre le relevé VIKING, large mais relativement peu profond, mais le plus profond reste UltraVISTA.
- VISTA Variables in the Vía Láctea eXtended (VVVX), carte infrarouge la plus détaillée jamais réalisée de la Voie lactée[8].

Ceux-ci occuperont la majorité du temps d'observation au cours des cinq premières années de fonctionnement du télescope. Les relevés couvrent différentes zones du ciel à différentes profondeurs pour aborder un large éventail de questions scientifiques. Plus d'informations sur chacune des relevés VISTA sont disponibles sur le site web de l'ESO au VISTA Surveys Public Surveys Projects.

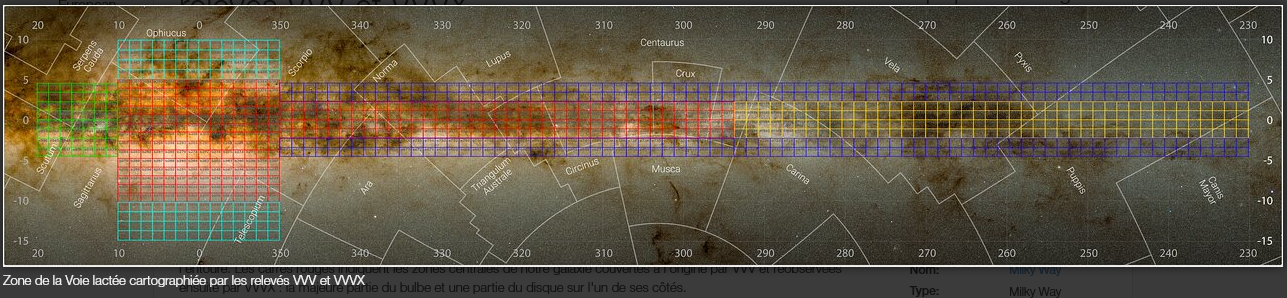
Observations de Vista des régions centrales de la Voie lactée pendant plus de 13 ans. Avec 500 téraoctets de données, ce projet d'observation est le plus important jamais réalisé avec un télescope de l'ESO.

## Science et étude de VISTA

Étude de la nébuleuse d'Orion et de son environnement par VISTA.

Parce que VISTA est un grand télescope qui a également un large champ de vision, il peut à la fois détecter des sources faibles et couvrir rapidement de vastes zones du ciel. Chaque image de VISTA capture une section de ciel couvrant environ dix fois la surface de la pleine Lune et sera capable de détecter et de cataloguer des objets sur l'ensemble du ciel austral avec une sensibilité quarante fois supérieure à celle obtenue avec les relevés du ciel infrarouges antérieurs tels que comme le très réussi Two Micron All-Sky Survey. Ce saut dans la puissance d'observation - comparable au pas de sensibilité de l'œil nu au premier télescope de Galilée - révélera un grand nombre de nouveaux objets et permettra la création d'inventaires beaucoup plus complets d'objets rares et exotiques dans le ciel austral. Les observations de VISTA soutiendront la recherche dans de nombreux domaines astronomiques. Dans notre galaxie, VISTA devrait trouver de nombreuses et nouvelles naines brunes et être en mesure de tester des idées sur la nature de la matière noire. Un sondage de VISTA est conçu pour trouver et étudier un grand nombre d'étoiles variables dans notre galaxie en prenant des images des mêmes zones du ciel à des moments différents. En utilisant les données de VISTA, les astronomes pourront cartographier la structure de notre galaxie avec beaucoup plus de détails que jamais auparavant. Une autre enquête de VISTA étudiera nos petites galaxies voisines, les Nuages de Magellan, et leur environnement. Les données de VISTA seront également utilisées pour créer une carte 3D d'environ 5 % de l'ensemble de l'Univers observable. Plus loin, VISTA sera un outil puissant pour découvrir les quasars éloignés et étudier l'évolution des galaxies et des amas de galaxies. Cela aidera à sonder la nature de l'énergie noire en trouvant des amas de galaxies très éloignés. Les mesures infrarouges du relevé astronomique VVV ont été utilisées pour renforcer l'échelle de distance cosmique, notamment en fournissant des distances fiables aux amas d'étoiles et aux étoiles variables céphéides.

## Sélection d'images

Première image de VISTA, sur la région de la nébuleuse de la Flamme et la Tête de Cheval.
Vue infrarouge de la nébuleuse de la Lagune, photographiée en janvier 2011 par le télescope VISTA.

La première image publiée montre la nébuleuse de la flamme (NGC 2024), un spectaculaire nuage de gaz et de poussière formant des étoiles dans la constellation d'Orion et ses environs. En lumière visible, le noyau de l'objet est caché derrière d'épais nuages de poussière, mais l'image de VISTA, prise à des longueurs d'onde infrarouges, peut pénétrer l'obscurité de la poussière et révéler l'amas de jeunes étoiles chaudes cachées à l'intérieur. Le large champ de vision de la caméra de VISTA (VIRCAM) capture également la lueur de NGC 2023 et la forme fantomatique de la célèbre nébuleuse de la tête de cheval.
D'autres superbes images de nébuleuse incluent les vues VISTA de la nébuleuse d'Orion et de la nébuleuse du Lagon. L'image au dessus est une vue à grand champ de la nébuleuse d'Orion (Messier 42), située à environ 1 350 années-lumière de la Terre, prise en infrarouge par VISTA. L'immense champ de vision du télescope permet d'imager toute la nébuleuse et son environnement en une seule image et sa vision infrarouge signifie également qu'il peut scruter profondément les régions poussiéreuses normalement cachées et révéler les curieuses pouponnières d'étoiles qui y sont enfouies. Une image de la nébuleuse du Lagon est présentée à droite (sous l'image de la nébuleuse de la Flamme) - c'est une image infrarouge prise dans le cadre de l'enquête VVV. Elle montre la pépinière stellaire appelée la nébuleuse de la lagune (également connue sous le nom de Messier 8), qui se trouve à environ 4 000 à 5 000 années-lumière dans la constellation du Sagittaire. VISTA peut également regarder bien au-delà de notre galaxie. Le télescope a pris une photo de famille d'un amas de galaxies, dans laquelle se situe Fornax A, dans la constellation du Fourneau. Le champ large permet de capturer de nombreuses galaxies dans une seule image, y compris la spirale barrée remarquable NGC 1365 et la grande galaxie elliptique NGC 1399. L'image a été construite à partir d'images prises à travers des filtres Z, J et Ks dans la partie proche infrarouge de le spectre et a capturé de nombreux membres de l'amas dans une seule image. En bas à droite se trouve l'élégante galaxie spirale barrée NGC 1365 et à gauche la grande elliptique NGC 1399, entourée d'un essaim d'amas globulaires faibles. L'image mesure environ 1 degré sur 1,5 degré et le temps d'exposition total était de 25 minutes.

## Caractéristiques techniques

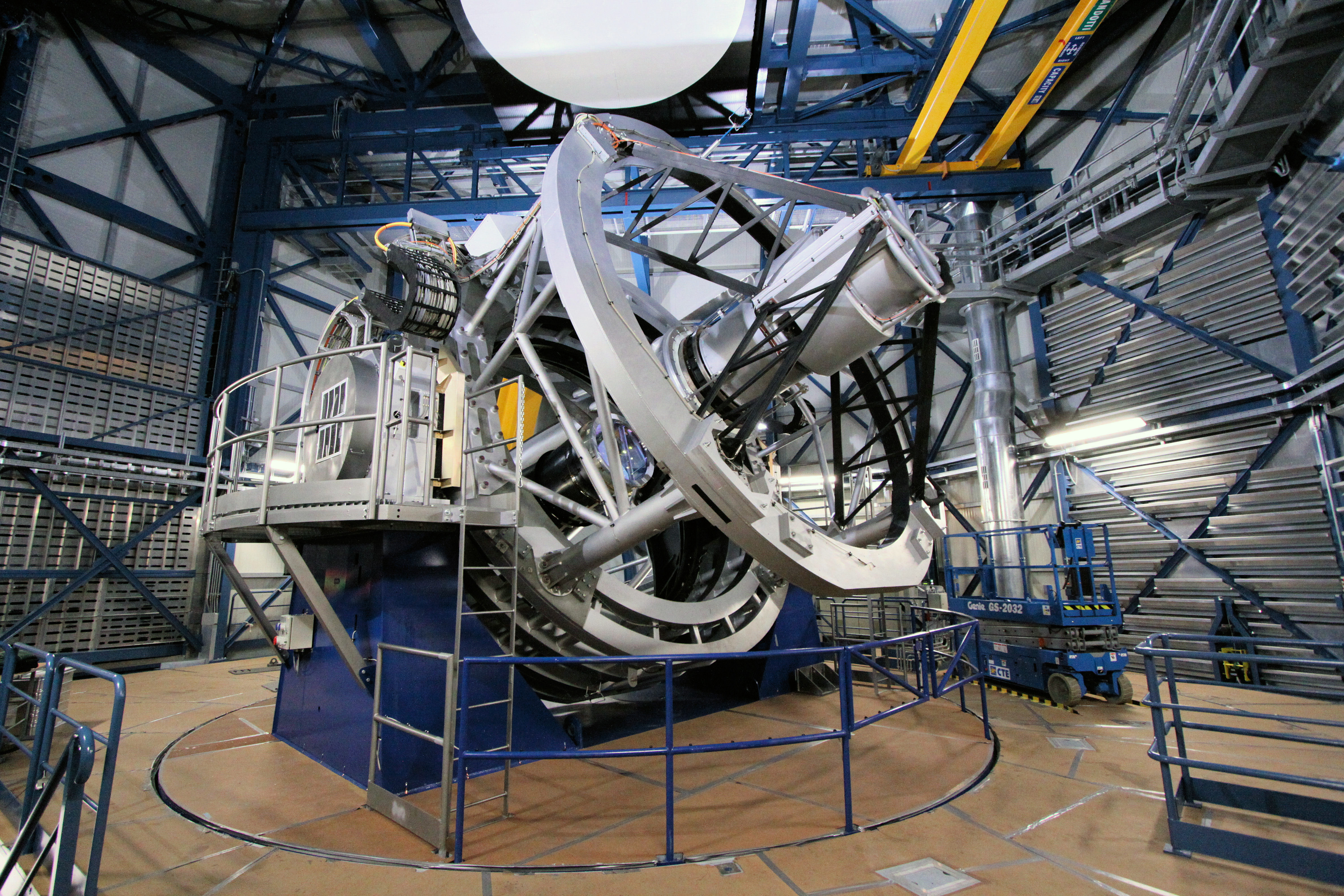
Monture de VISTAMiroir du télescope VISTA
Autre vue du miroir de VISTALa caméra VIRCam
Miroir de VISTA

VISTA est un télescope Ritchey-Chrétien modifié. Avec un miroir primaire de 4,1 mètres de diamètre, c'est le plus grand télescope de sondage au monde. Il comporte un seul instrument, la caméra VIRCAM (VISTA InfraRed CAMera), qui effectue des relevés photométriques infrarouges (0,85-2,4 μm) en couvrant un champ de 0,6 degré carré avec une résolution angulaire de 0,34 arcseconde. Cette caméra de 3 tonnes contient 16 détecteurs, sensibles au rayonnement infrarouge et comportant au total 67 millions de pixels. Pour éviter au faible rayonnement infrarouge venant de l’espace d'être masqué par le bruit thermique ambiant, la caméra est refroidie à -200 degrés Celsius et est scellée dans un boitier transparent permettant au rayonnement infrarouge de l'atteindre. Le développement d'une caméra fonctionnant dans le spectre visible « DarkCam » a été étudiée, mais, elle a été abandonnée en 2005 car elle a été estimée trop risquée d'un point de vue financier. Ce télescope est utilisé aux trois quarts en mode recensement. Les données - 300 gigaoctets par nuit, soit plus de 100 téraoctets par an - seront stockées dans les archives numériques de l’ESO et traitées en images et en catalogues dans les centres de données des universités de Cambridge et d’Édimbourg, au Royaume-Uni. L’ensemble des données sera publique et accessible par les astronomes du monde entier.
Un instrument de deuxième génération est en cours de développement. Il s'agit du spectrographe multi-objets 4MOST. Son installation est prévue aux alentours de 2020.
L'objectif d'imager à plusieurs reprises de grandes zones du ciel à une résolution limitée à la vue a conduit à une conception optique unique. Le miroir primaire est un hyperboloïde concave de 4,1 m de diamètre et d'un rapport focal d'environ f/1. Le miroir a une forme de ménisque de 17 cm d'épaisseur avec un trou central de 1,2 m pour loger la caméra au foyer Cassegrain. Son miroir primaire a été fait a partir de Zerodur, par Schott en Allemagne et ensuite poli et figuré par le Lytkarino Optical Glass Plant, installé à Moscou. C'est le plus grand miroir de cette forme et d'un rapport focal aussi court ; le polir a pris 2 ans, ce qui était plus long que prévu. Le miroir est soutenu par un certain nombre d'actionneurs (81 à l'arrière et 24 sur le contour), qui permettent de contrôler sa forme par ordinateur pour de l'optique adaptative. Le miroir secondaire est un hyperboloïde convexe de 1,24 m de diamètre. La combinaison des deux miroirs hyperboliques en fait une conception quasi-Ritchey-Chrétien. Le rapport focal combiné est d'environ f/3, mais la qualité d'image des deux miroirs seuls serait médiocre. Le miroir secondaire est monté sur un support hexapode de sorte que sa position, son inclinaison et son inclinaison sont également contrôlées par un ordinateur.
La caméra infrarouge a été construite par un consortium composé du Rutherford Appleton Laboratory, du UK Astronomy Technology Centre et de l'Université de Durham, et est la plus grande au monde avec près de trois tonnes. Le télescope et la caméra forment une conception optique unique, car les trois lentilles de correction de champ de la caméra sont essentielles pour la projection d'une image focalisée du ciel sur les détecteurs.
Pour une caméra infrarouge, il est également essentiel de bloquer le rayonnement thermique du télescope et du dôme. Ceci est accompli par une série de déflecteurs refroidis devant les lentilles correctrices de champ. De plus, le miroir secondaire est sous-dimensionné pour éviter que les détecteurs de bord ne voient la structure chaude à l'extérieur du bord du primaire ; cela signifie que l'ouverture vue par n'importe quel point du plan image est de 3,7 m. Cette conception nécessite que le cryostat à vide de la caméra – qui refroidit les détecteurs ainsi que les baffles – mesure plus de 2 m de long, avec une fenêtre frontale de 95 cm de diamètre. Une roue à filtres juste devant les détecteurs permet la sélection d'une plage de longueur d'onde infrarouge particulière.

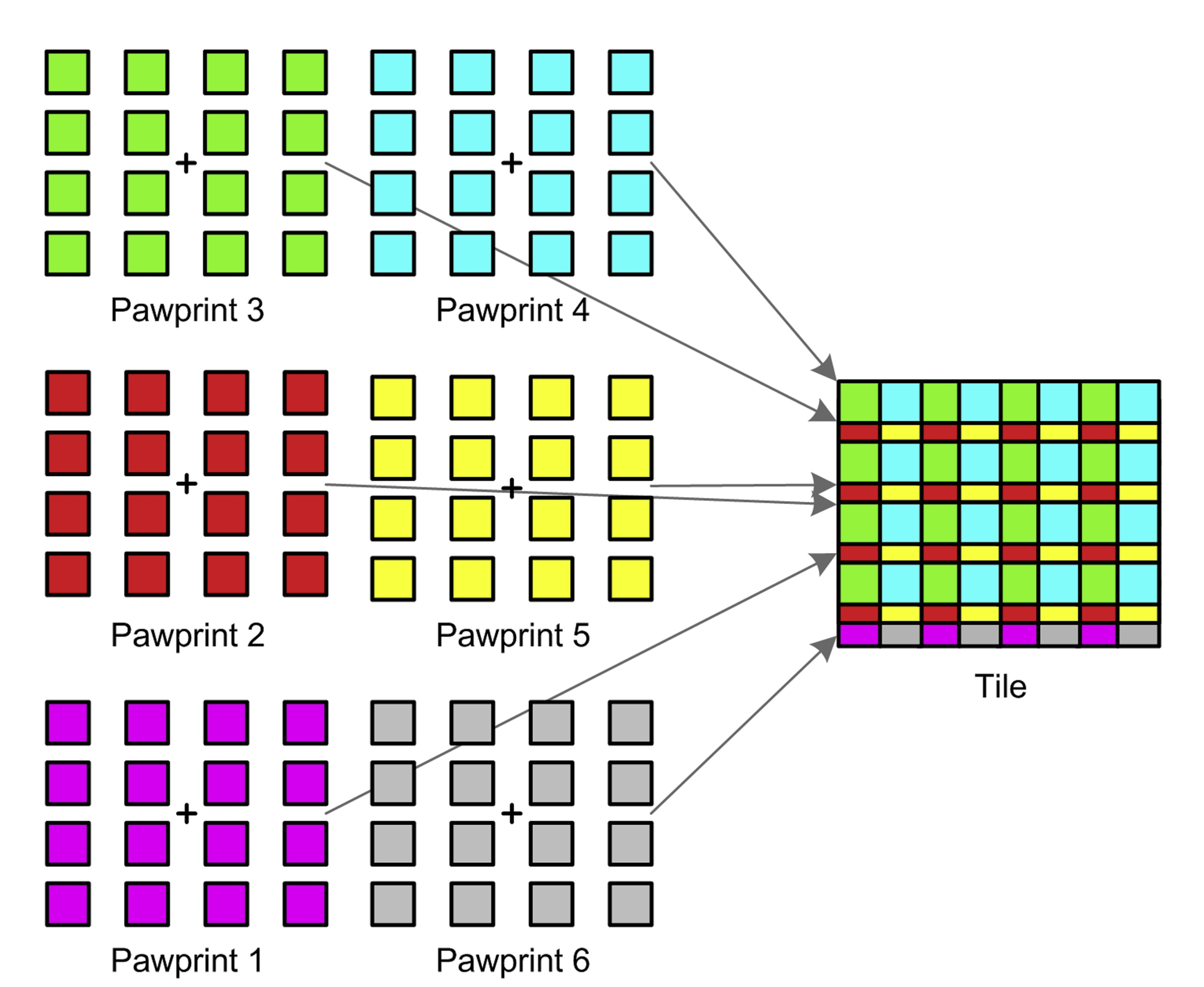
Schema de la composition d'une image de VISTA.

Sur une zone correspondant à 1,65° de diamètre sur le ciel, le plan image comporte 16 réseaux de détecteurs infrarouges, chaque réseau comportant 2048 x 2048 pixels de 20 μm, correspondant en moyenne à 0,34" sur le ciel. La longueur focale de 12,1 m se combine avec l'ouverture de 3,7 m pour donner un rapport focal de 3,26. Les barrettes de détecteurs sont séparées de 90 % de leur largeur dans un sens et d'un peu moins de 50 % de leur largeur dans l'autre sens. Une seule exposition correspond donc à une "empreinte de patte" inégale sur le ciel. Pour combler les lacunes et obtenir une image conventionnelle, au moins six empreintes de pattes décalées doivent être combinées en une "tuile", qui est alors de 1,5° sur 1,0°. Le plan image de la caméra dispose également de détecteurs de front d'onde utilisés pour contrôler la forme du miroir primaire et la position et l'inclinaison du miroir secondaire (optique active), ce qui compense la flexion et garantit une image focalisée à toutes les altitudes. Le sommet de la colline où se trouve VISTA a été aplani pour ériger le bâtiment de l'enceinte et un bâtiment auxiliaire. Le bâtiment auxiliaire comprend des installations pour laver, décaper et revêtir le miroir principal. Le revêtement peut être en aluminium, ou normalement en argent protégé pour une meilleure performance infrarouge. La base fixe de l'enceinte supporte le dôme rotatif en acier. Deux portes coulissantes forment la fente du dôme. D'autres panneaux de dôme peuvent être ouverts pour augmenter la ventilation, et un pare-vent peut être déployé pour fermer des parties de la fente. Pendant la journée, le dôme est maintenu à température nocturne.

## Fonctionnement et flux de données

Image de l'amas du Fourneau par VISTA.

Une fois terminé, le télescope a été remis à l'ESO, qui a sélectionné six relevés publics pour VISTA, occupant 75 % du temps d'observation disponible. Des enquêtes exclusives pour occuper le temps restant sont proposées à l'ESO, qui programmera les propositions d'observation approuvées. Les observations sont effectuées par des opérateurs à l'observatoire du Paranal, à distance du bâtiment de contrôle du VLT. La combinaison du grand réseau de détecteurs et des expositions courtes et fréquentes nécessaires aux longueurs d'onde infrarouges se traduisent par un débit de données élevé de 200 à 300 Giga-octets par nuit. Un traitement rapide des données à l'observatoire du Paranal sera effectué pour le contrôle de qualité quotidien, mais le principal flux de données consiste à transférer les données brutes au siège de l'ESO à Garching près de Munich, en Allemagne, pour ingestion dans les archives de données. Les utilisateurs peuvent extraire des empreintes de pattes (voir ci-dessus) et les faire passer par un pipeline d'étalonnage pour supprimer les artefacts instrumentaux et calibrer l'astrométrie et la photométrie. Les données d'archives seront également copiées dans le système de flux de données VISTA au Royaume-Uni, où les empreintes de pattes seront combinées en tuiles (voir ci-dessus) et où des catalogues sources seront préparés à partir de celles-ci.